# أمندينة
أَمِنْدِينَة هي كعكة بطبقات شكلاطة رومانية محشوة بالشكلاطة والكَرَمِيل والفُندان. يستخدم معجون اللوز في بعض الأحيان. يمكن تقطيعها وتقديمها في كعك صغير الحجم أو كعك كبير مثل معظم أنواع الكعك الروماني.
هذه الكعكة هي من بين كعكات الحلواني الأكثر تقليدية في رومانيا. الوصفة الأصلية تحتوي على طبقات من كعكة إسفنج الشكلاطة المنقوعة في شراب الكراميل بنكهة الروم. الحشوة قشدة الزبدة بالشكلاطة الممزوجة بالفُندان. الطبقات المجمعة مزججة بمزيج من الفُندان مع الشكلاطة والروم أو خلاصة الروم تُسكب فوق الكعكة وهي لا تزال سائلة قليلاً. 
تحتوي هذه الكعكة أيضًا على زخرفة تقليدية في الأعلى مع القليل من الكريمة وقطعة شكلاطة رقيقة على شكل الماس.